# Giuditta di Baviera (duchessa di Svevia)
Giuditta di Baviera (1103 – 22 febbraio 1131) nacque in seno all'importante famiglia tedesca dei Welfen, essendo la figlia maggiore di Enrico IX di Baviera e Wulfhilde di Sassonia (1072-29 dicembre 1126). In un lasso di tempo compreso fra il 1119 e il 1121 ella sposò Federico di Svevia, da cui ebbe due figli, fra cui il noto futuro imperatore Federico Barbarossa.

## La vita
Giuditta di Baviera nacque nel 1103 da Enrico IX di Baviera e Wulfhilde di Sassonia che era a sua volta figlia di Magnus di Sassonia, appartenente alla dinastia dei Billunghi. Giuditta era la maggiore e dopo di lei nacquero altri tre fratelli Enrico X di Baviera, Corrado e Guelfo e tre sorelle Sofia, Matilde e Wulfhild. Nell'Historia Welforum si trova un riferimento alle ragazze dove vengono citate come Iuditam, Mathildem, Sophium e Wulfhildem come le quattro figli di Henricus dux e Wulfilde, dal che si può desumere che Giuditta fosse davvero la maggiore dei sette. In aggiunta ai sette figli che Enrico aveva avuto dalla moglie c'era anche un figliastro, Adalberto, avuto da un'amante di cui s'è persa memoria.
Fra il 1119 e il 1121 Giuditta andò in sposa, come prima moglie a Federico di Svevia, quest'unione dinastica univa la casa dei Welfen e quella degli Hohenstaufen, le due più potenti casate di Germania.
Il matrimonio si trova menzionato nella Historia Welforum dove però non si fa riferimento alla data esatta. Dalla loro unione nacquero:
- Federico di Svevia, che diventerà Imperatore del Sacro Romano Impero e sarà noto come Barbarossa;
- Berta (1123-fra il 18 ottobre 1194 e il 25 marzo 1195), che nel 1138 andò in sposa a Mattia I di Lorena.

Nel 1125 Enrico decise di sostenere il genero per la sua candidatura come successore a Enrico V del Sacro Romano Impero quale imperatore, ma in seguito cambiò opinione e decise di appoggiare invece Lotario II di Supplimburgo che venne eletto nello stesso anno.
La defezione del suocero generò una certa animosità fra le due famiglie, uno screzio che si sarebbe trascinato per tutto il XII secolo.
Se le due famiglie litigarono non ci è dato sapere, invece, se il voltafaccia di Enrico causò problemi fra la figlia e il marito. 
Giuditta morì giovane, nemmeno trentenne, il 22 febbraio 1131 e poco dopo essere rimasto vedovo Federico si risposò con Agnese di Saarbrücken.

## Ascendenza
|                       |                     |                                 | Genitori                        |  |  | Nonni |  |  | Bisnonni               |  |  | Trisnonni      |  |
|                       |                     |                                 |                                 |  |  |       |  |  | Alberto Azzo II d'Este |  |  | Alberto Azzo I |  |
|                       |                     |                                 |                                 |  |  |       |  |  | Alberto Azzo II d'Este |  |  | Alberto Azzo I |  |
|                       |                     | Adelaide, della Dinastia Salica |                                 |  |  |       |  |  | Alberto Azzo II d'Este |  |  |                |  |
| Guelfo I di Baviera   |                     |                                 |                                 |  |  |       |  |  | Alberto Azzo II d'Este |  |  |                |  |
|                       |                     | Cunegonda di Altdorf            | Guelfo III di Altdorf           |  |  |       |  |  |                        |  |  |                |  |
|                       |                     | Cunegonda di Altdorf            | Guelfo III di Altdorf           |  |  |       |  |  |                        |  |  |                |  |
|                       |                     | Cunegonda di Altdorf            | Imiza di Lussemburgo            |  |  |       |  |  |                        |  |  |                |  |
| Enrico IX di Baviera  |                     | Cunegonda di Altdorf            |                                 |  |  |       |  |  |                        |  |  |                |  |
|                       |                     | Baldovino IV di Fiandra         | Arnolfo II di Fiandra           |  |  |       |  |  |                        |  |  |                |  |
|                       |                     | Baldovino IV di Fiandra         | Arnolfo II di Fiandra           |  |  |       |  |  |                        |  |  |                |  |
|                       |                     | Baldovino IV di Fiandra         | Rozala d'Ivrea                  |  |  |       |  |  |                        |  |  |                |  |
| Giuditta di Fiandra   |                     | Baldovino IV di Fiandra         |                                 |  |  |       |  |  |                        |  |  |                |  |
|                       |                     | Eleonora di Normandia           | Riccardo II di Normandia        |  |  |       |  |  |                        |  |  |                |  |
|                       |                     | Eleonora di Normandia           | Riccardo II di Normandia        |  |  |       |  |  |                        |  |  |                |  |
|                       |                     | Eleonora di Normandia           | Giuditta di Bretagna            |  |  |       |  |  |                        |  |  |                |  |
| Giuditta di Baviera   |                     | Eleonora di Normandia           |                                 |  |  |       |  |  |                        |  |  |                |  |
|                       | Ordulfo di Sassonia | Bernardo II di Sassonia         |                                 |  |  |       |  |  |                        |  |  |                |  |
|                       | Ordulfo di Sassonia | Bernardo II di Sassonia         |                                 |  |  |       |  |  |                        |  |  |                |  |
|                       | Ordulfo di Sassonia | Eilika di Schweinfurt           |                                 |  |  |       |  |  |                        |  |  |                |  |
| Magnus di Sassonia    | Ordulfo di Sassonia |                                 |                                 |  |  |       |  |  |                        |  |  |                |  |
|                       |                     | Wulfhild di Norvegia            | Olaf II di Norvegia             |  |  |       |  |  |                        |  |  |                |  |
|                       |                     | Wulfhild di Norvegia            | Olaf II di Norvegia             |  |  |       |  |  |                        |  |  |                |  |
|                       |                     | Wulfhild di Norvegia            | Astrid Olfosdotter              |  |  |       |  |  |                        |  |  |                |  |
| Wulfhilde di Sassonia |                     | Wulfhild di Norvegia            |                                 |  |  |       |  |  |                        |  |  |                |  |
|                       |                     | Béla I d'Ungheria               | Vazul                           |  |  |       |  |  |                        |  |  |                |  |
|                       |                     | Béla I d'Ungheria               | Vazul                           |  |  |       |  |  |                        |  |  |                |  |
|                       |                     | Béla I d'Ungheria               | forse una donna del clan Tátony |  |  |       |  |  |                        |  |  |                |  |
| Sofia d'Ungheria      |                     | Béla I d'Ungheria               |                                 |  |  |       |  |  |                        |  |  |                |  |
|                       |                     | Richeza di Polonia              | Miecislao II di Polonia         |  |  |       |  |  |                        |  |  |                |  |
|                       |                     | Richeza di Polonia              | Miecislao II di Polonia         |  |  |       |  |  |                        |  |  |                |  |
|                       |                     | Richeza di Polonia              | Richeza di Lotaringia           |  |  |       |  |  |                        |  |  |                |  |
|                       |                     | Richeza di Polonia              |                                 |  |  |       |  |  |                        |  |  |                |  |